# Kamil Baránek
Kamil Baránek est un joueur tchèque de volley-ball né le 2 mai 1983 à Valtice (Moravie-du-Sud). Il mesure 1,98 m et joue réceptionneur-attaquant. Il est international tchèque.

## Clubs
| Club                | De        | À         |
| ------------------- | --------- | --------- |
| VK Unis Brno        | 2000-2001 | 2001-2002 |
| VSC Fatra Zlín      | 2002-2003 | 2003-2004 |
| Volley 2002 Forlì   | 2004-2005 | 2004-2005 |
| Trentino Volley     | 2005-2006 | 2005-2006 |
| Stade Poitevin      | 2006-2007 | 2008-2009 |
| Iraklis Salonique   | 2009-2010 | 2009-2010 |
| UPCN Vóley          | 2010-2011 | 2010-2011 |
| Volley Segrate 1978 | 2011-2012 | 2011-2012 |
| Tours Volley-Ball   | 2012-2013 | 2013-2014 |
| Galatasaray         | 2014-2015 | 2014-2015 |
| Powervolley Milano  | 2015-2016 | 2015-2016 |
| Paris Volley        | 2016-2017 | 2016-2017 |
| Rennes Volley 35    | 2017-2018 | ...       |

## Palmarès
- Championnat d'Argentine (1)
  - Vainqueur : 2011
- Championnat de France (2)
  - Vainqueur : 2013, 2014
  - Finaliste : 2007, 2008
- Coupe de France (2)
  - Vainqueur : 2013, 2014
- Supercoupe de France (1)
  - Vainqueur : 2012